# Bandera de Génova
La bandera de Génova es una cruz de san Jorge, una cruz roja sobre un campo blanco.

## Historia
El santo patrón de Génova fue san Lorenzo hasta al menos el año 958, pero los genoveses transfirieron su lealtad a san Jorge (y san Juan el Bautista) en algún momento del siglo XI o XII, probablemente con la creciente popularidad del santo militar durante las cruzadas. Génova también contaba con un estandarte con una cruz desde, como muy tarde, 1218, posiblemente incluso desde 1113. Pero el estandarte de la cruz no estaba asociado con el santo; de hecho, este tenía su propia bandera, el vexillum beati Georgii (mencionado por primera vez en 1198), una bandera roja que representaba a Jorge y al dragón. Una representación de esta bandera aparece en los anales genoveses en el año 1227. La bandera genovesa con la cruz roja se usó junto con esta «bandera de san Jorge», desde al menos 1218, conocida como la insignia cruxata comunis Janue («insignia de la cruz de la comuna de Génova»).
La bandera del santo era la principal bandera de guerra de la ciudad, pero la bandera de la cruz se utilizó junto a ella en la década de 1240.
La bandera de San Jorge (es decir, la bandera que representa al santo) fue la principal bandera de Génova al menos hasta la década de 1280. La bandera ahora conocida como la «cruz de san Jorge» parece haberla reemplazado como bandera principal de Génova en algún momento del siglo XIV. El Libro del conocimiento de todos los reinos del mundo (c. 1385
) la muestra, inscrita con la palabra iustiçia, y descrita como:

Y el señor de este lugar lleva como insignia un banderín blanco con una cruz roja. En la parte superior lleva la inscripción «justicia», de esta manera.

También existía una tradición historiográfica que afirmabaque la bandera de Inglaterra se deriva de la bandera genovesa, que deriva de la cruz roja de los caballeros templarios, durante la tercera cruzada en 1190; sin embargo, no se puede corroborar como histórico.